# Аромуны
Арому́ны (арумы́ны, македонские румыны, цинцары, влахи, куцовлахи; самоназвание — arumãni, armãni, rãmãni, aromãni, makedonji-armãnji) — народ, проживающий в южной части Балкан. Регионы расселения: северная Греция, Албания, Северная Македония, восточная Румыния (Добруджа).  
Общая численность — около 250 000 человек. Верующие — в основном православные. 
Язык — арумынский романской группы индоевропейской семьи. Группа аромунов в Албании (фаршероты) говорит на особом наречии. Письменность — на основе латинского и кириллического алфавитов. Арумынский язык близок к румынскому. Считается, что связь между этими языками прервалась в VII—IX веках.  

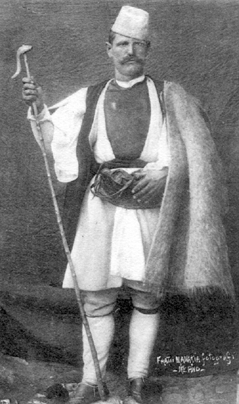
Традиционный костюм аромунского пастуха. Начало XX века

Флаг арумынов

## Название
Термин «арумыны», впервые предложенный Густавом Вейгандом, основан на самоназвании arumînĭ < лат. rōmānī «римляне» (протеза а- перед начальным r- свойственна многим говорам арумынского языка).

## История
По версии, которая распространена в Румынии, аромуны, как и близкие им мегленорумыны, а также румыны и молдаване, образовались в результате постепенной романизации местных племён иллирийского происхождения во времена классической и поздней античности, когда Балканы входили в состав Римской империи. При этом, в отличие от Западной Римской империи, романизированные народы Балкан в значительной степени сохранили традиционный сельский уклад жизни и занятия ещё доримской эпохи, и не подверглись влиянию германских народов. Вместо этого, огромное влияние на жизнь, быт, язык и культуру аромунов оказали южные славяне, греки, албанцы, турки и цыгане. В настоящее время аромуны не имеют собственной государственности и постепенно ассимилируются соседними народами. В прошлом, однако, дважды делались попытки создания собственного государства:
- Валашская Фессалия, также известная как Великая Влахия, область Византийской империи. Впервые сообщает о Великой Влахии Никита Хониат, описывая события 1207 года.
- Пиндско-Мегленское княжество, куда в основном вошли земли аромунов, созданное при поддержке итальянских и болгарских фашистов в 1941—1944 годах для ослабления Греции.

## Занятия
Основное традиционное занятие — отгонное скотоводство, летом в горах, зимой и осенью — в долинах.

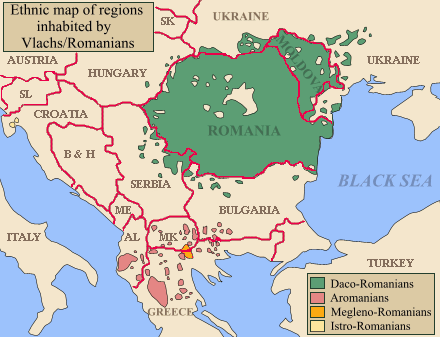
Карта Балкан. Районы проживания арумын отмечены красным

## Культура
Поселения расположены на южных склонах гор, имеют кучевую планировку и состоят из одно-, двух-, трёхэтажных каменных домов с четырёхскатной кровлей. При перекочёвках используют полусферические хижины из жердей или плетня, обмазанные глиной и крытые соломой. Традиционный костюм преимущественно из чёрных шерстяных тканей; женский состоит из прямой рубахи, юбки, орнаментированного фартука, распашной безрукавки, мужской — из рубахи с длинным широким подолом, брюк или шаровар, гамаш. Характерна разноцветная вышивка нитями и бисером.